# Lambertz Open by STAWAG 2002
Il Lambertz Open by STAWAG 2002 è stato un torneo di tennis facente parte della categoria ATP Challenger Series nell'ambito dell'ATP Challenger Series 2002. Il torneo si è giocato a Aquisgrana in Germania dal 28 ottobre al 3 novembre 2002 su campi in sintetico indoor.

## Vincitori

### Singolare
Vladimir Volčkov ha battuto in finale  Marc Rosset con il punteggio di 7–6(4), 6–4

### Doppio
Jim Thomas /  Tom Vanhoudt hanno battuto in finale  Thomas Shimada /  Takao Suzuki con il punteggio di 6(4)–7, 7–6(4), 6–3